# She Said (Plan B)
She Said è un singolo del rapper britannico Plan B, pubblicato il 28 marzo 2010 come secondo estratto dal secondo album in studio The Defamation of Strickland Banks.

## Video musicale
Il videoclip è ambientato nelle sale di un tribunale, nel quale Plan B, nei panni dello sfortunato artista Strickland Banks è sottoposto ad un processo da parte di magistrati neanche tanto coinvolti dall'accaduto. Difeso invano dalla sua compagna, il cantante chinerà il capo di fronte all'inequivocabile sentenza del giudice.

## Tracce
1. She Said (Original Mix)
2. She Said (16 Bit Remix)
3. She Said (Shy FX Mix)
4. She Said (Shy FX Dub)